# Cleveland Street Course
Der Cleveland Street Course war eine temporäre Rennstrecke auf dem Flughafen Burke Lakefront Airport bei Cleveland im US-Bundesstaat Ohio.

## Geschichte
Die Rennstrecke war zwischen 1982 und 2007 Austragungsort der CART- und später der Champ Car World Series. Einmal im Jahr hatte man die Landebahn für das Autorennen umfunktioniert zur Start- und Zielgerade. Die Veranstaltung war bei den Zuschauern beliebt, da auf der breiten Gerade mehrere Autos, trotz hoher Geschwindigkeit, nebeneinander fahren konnten und so immer wieder spannende Positionskämpfe entstanden. Der folgende Bremspunkt zur ersten Kurve war hart, da es im 45 Grad Radius nach rechts ging. Da das Geländer flach war, hatten die Zuschauer eine Übersicht über fast die gesamte Strecke. Am Kurs wurde im Lauf der Jahre nur wenig verändert. Die Runde war 2,106 Meilen (3,389 km) lang und führte durch zehn Kurven. Die Veranstalter versuchten das Rennen nach dem Jahr 2007 einige Male wieder zu beleben, ohne Erfolg.
Das erste Rennen wurde am 4. Juli 1982 ausgetragen und der Sieger hieß damals Bobby Rahal, es blieb der einzige Sieg in Cleveland für Rahal. Mit je drei Siegen konnten die Fahrer Danny Sullivan, Emerson Fittipaldi und Paul Tracy glänzen. Das Team Penske war mit sechs Siegen am erfolgreichsten. Die jemals schnellste Runde auf diesem Kurs drehte Nelson Philippe beim Rennen 2006 der Champcar-Series in 0:57.508 Minuten.

## Gewinner
| Jahr | Gewinner           | Auto                   | Team                         |
| ---- | ------------------ | ---------------------- | ---------------------------- |
| 1982 | Bobby Rahal        | March-Ford-Cosworth    | TrueSports                   |
| 1983 | Al Unser           | Penske-Cosworth        | Penske Racing                |
| 1984 | Danny Sullivan     | Lola-Cosworth          | Doug Shierson Racing         |
| 1985 | Al Unser Jr.       | Lola-Cosworth          | Doug Shierson Racing         |
| 1986 | Danny Sullivan     | March-Cosworth         | Penske Racing                |
| 1987 | Emerson Fittipaldi | March-Chevrolet-Ilmor  | Patrick Racing               |
| 1988 | Mario Andretti     | Lola-Chevrolet-Ilmor   | Newman/Haas Racing           |
| 1989 | Emerson Fittipaldi | Penske-Chevrolet-Ilmor | Patrick Racing               |
| 1990 | Danny Sullivan     | Penske-Chevrolet-Ilmor | Penske Racing                |
| 1991 | Michael Andretti   | Lola-Chevrolet-Ilmor   | Newman/Haas Racing           |
| 1992 | Emerson Fittipaldi | Penske-Chevrolet-Ilmor | Penske Racing                |
| 1993 | Paul Tracy         | Penske-Chevrolet-Ilmor | Penske Racing                |
| 1994 | Al Unser Jr.       | Penske-Ilmor           | Penske Racing                |
| 1995 | Jacques Villeneuve | Reynard-Ford-Cosworth  | Team Green                   |
| 1996 | Gil de Ferran      | Reynard-Honda          | Jim Hall Racing              |
| 1997 | Alex Zanardi       | Reynard-Honda          | Chip Ganassi Racing          |
| 1998 | Alex Zanardi       | Reynard-Honda          | Chip Ganassi Racing          |
| 1999 | Juan Pablo Montoya | Reynard-Honda          | Chip Ganassi Racing          |
| 2000 | Roberto Moreno     | Reynard-Ford-Cosworth  | Patrick Racing               |
| 2001 | Dario Franchitti   | Reynard-Honda          | Team KOOL Green              |
| 2002 | Patrick Carpentier | Reynard-Ford-Cosworth  | Team Player's                |
| 2003 | Sébastien Bourdais | Lola-Ford-Cosworth     | Newman/Haas Racing           |
| 2004 | Sébastien Bourdais | Lola-Ford-Cosworth     | Newman/Haas Racing           |
| 2005 | Paul Tracy         | Lola-Ford-Cosworth     | Forsythe Championship Racing |
| 2006 | A. J. Allmendinger | Lola-Ford-Cosworth     | Forsythe Racing              |
| 2007 | Paul Tracy         | Panoz-Cosworth         | Forsythe Racing              |